# Wereldkampioenschappen kunstschaatsen 1906
De Wereldkampioenschappen kunstschaatsen 1906 werden gevormd door twee toernooien die door de Internationale Schaatsunie werden georganiseerd.
Voor de mannen was het de elfde editie. Hun kampioenschap vond plaats op 4 februari 1906 in München, Duitsland. München was voor het eerst gaststad voor een WK kunstschaatsen, Duitsland het vijfde land dat voor de tweede maal als gastland optrad.
De vrouwen streden voor het eerst om de wereldtitel. Hun kampioenschap vond plaats op 28 januari 1906 in Davos, Zwitserland. Davos was in 1899 en 1900 gaststad voor het mannentoernooi.
De wereldkampioen van 1896, de Duitser Gilbert Fuchs, veroverde tien jaar later zijn tweede wereldtitel. De Britse Madge Syers-Cave veroverde de eerste wereldtitel bij de vrouwen.

## Deelname
Bij de mannen namen er zeven deelnemers uit drie landen deel. Bij de vrouwen waren er vijf deelneemsters uit vier landen. Voor het eerst nam er iemand uit Hongarije aan het WK kunstschaatsen deel.
(Tussen haakjes het totale aantal startplaatsen in beide toernooien.)
| Duitse Keizerrijk (5) Oostenrijk (2) Verenigd Koninkrijk (2) Zweden (2) Hongarije (1) |

Gilbert Fuchs nam voor de vijfde keer deel. Eerder werd hij wereldkampioen (1896), tweede (1901), derde (1898) en in 1903 trok hij zich terug.
Heinrich Burger nam voor de tweede keer deel, in 1904 werd hij ook tweede.
Per Thorén, derde in 1905, nam voor de tweede keer deel.
Voor Martin Gordan was het zijn vierde deelname, in 1902 en 1904 werd hij derde, in 1905 vijfde.
Voor Bror Meyer, Karl Zenger en Anton Steiner was het hun enige deelname aan het WK.
Madge Syers veroverde haar tweede WK medaille. Op het WK van 1902 was ze in het mannentoernooi als tweede geëindigd.

## Medaille verdeling
| Discipline | Goud             | Zilver          | Brons           |
| ---------- | ---------------- | --------------- | --------------- |
| Mannen     | Gilbert Fuchs    | Heinrich Burger | Bror Meyer      |
| Vrouwen    | Madge Syers-Cave | Jenny Herz      | Lily Kronberger |

## Uitslagen
pc = plaatsingcijfer
| Mannen |                     |                            |    |
| #      | naam (deelname)     | land                       | pc |
| Goud   | Gilbert Fuchs (5)   | Vlag van Duitse Keizerrijk | 5  |
| Zilver | Heinrich Burger (2) | Vlag van Duitse Keizerrijk | 14 |
| Brons  | Bror Meyer          | Vlag van Zweden            | 17 |
| 4      | Karl Zenger         | Vlag van Duitse Keizerrijk | 20 |
| 5      | Per Thorén (2)      | Vlag van Zweden            | 23 |
| 6      | Anton Steiner       | Vlag van Oostenrijk        | 27 |
| 7      | Martin Gordan (4)   | Vlag van Duitse Keizerrijk | 34 |

| Vrouwen |                          |                                |      |
| #       | naam (deelname)          | land                           | pc   |
| Goud    | Madge Syers-Cave (2)     | Vlag van Verenigd Koninkrijk   | 5    |
| Zilver  | Jenny Herz               | Vlag van Oostenrijk            | 13   |
| Brons   | Lily Kronberger          | Vlag van Hongarije (1896-1915) | 13.5 |
| 4       | Elsa Rendschmidt         | Vlag van Duitse Keizerrijk     | 21.5 |
| 5       | Dorothy Greenhough-Smith | Vlag van Verenigd Koninkrijk   | 23   |

Medaillewinnaars

Mannen · 
Vrouwen ·
Paren · 
IJsdansen

 Toernooi

1896 · 
1897 · 
1898 · 
1899 · 
1900 · 
1901 · 
1902 · 
1903 · 
1904 · 
1905 · 
1906 · 
1907 · 
1908 · 
1909 · 
1910 · 
1911 · 
1912 · 
1913 · 
1914 · 
1915-1921 · 
1922 · 
1923 · 
1924 · 
1925 · 
1926 · 
1927 · 
1928 · 
1929 · 
1930 · 
1931 · 
1932 · 
1933 · 
1934 · 
1935 · 
1936 · 
1937 · 
1938 · 
1939 ·
1940-1946 · 
1947 · 
1948 · 
1949 · 
1950 · 
1951 · 
1952 · 
1953 · 
1954 · 
1955 · 
1956 · 
1957 · 
1958 · 
1959 · 
1960 · 
1961 · 
1962 · 
1963 · 
1964 · 
1965 · 
1966 · 
1967 · 
1968 · 
1969 · 
1970 · 
1971 · 
1972 · 
1973 · 
1974 · 
1975 · 
1976 · 
1977 · 
1978 · 
1979 · 
1980 · 
1981 · 
1982 · 
1983 · 
1984 · 
1985 · 
1986 · 
1987 · 
1988 · 
1989 · 
1990 · 
1991 · 
1992 · 
1993 · 
1994 · 
1995 ·
1996 · 
1997 · 
1998 · 
1999 · 
2000 · 
2001 · 
2002 · 
2003 · 
2004 · 
2005 · 
2006 ·
2007 ·
2008 ·
2009 ·
2010 ·
2011 ·
2012 ·
2013 ·
2014 ·
2015 ·
2016 ·
2017 ·
2018 ·
2019 · 
2020 · 
2021 ·
2022 ·
2023 ·
2024

 ISU-kampioenschappen

WK kunstschaatsen junioren ·
EK kunstschaatsen ·
Viercontinentenkampioenschap ·
Olympische Spelen